# Willis Building
Il Willis Building è un grattacielo di Londra che prende il nome dal principale inquilino dell'edificio, Willis Group. Si trova su Lime Street nel distretto finanziario della City of London.
L'edificio è stato progettato da Norman Foster e sviluppato da British Land. Si trova di fronte all'edificio del Lloyd's ed è alto 125 metri con 26 piani. Presenta un design "a gradini", che era destinato a somigliare al guscio di un crostaceo. In totale, ci sono 44.128,9 m² di spazio per uffici.